# Bédard (canton)
Pour les articles homonymes, voir Bédard.
Bédard est un canton canadien de l'est du Québec situé dans la municipalité régionale de comté de Les Basques dans la région administrative du Bas-Saint-Laurent. Il fut proclamé officiellement le 13 décembre 1919. Il couvre une superficie de 22 665 hectares.

## Toponymie
Le toponyme Bédard est en l'honneur du fondateur du Parti Canadien et défenseur des Canadiens-français Pierre-Stanislas Bédard (1762-1829).